# Jõesuu (Hiiumaa)
Koordinaten: 58° 53′ N, 22° 25′ O
Jõesuu ist ein Dorf (estnisch küla) in der Landgemeinde Hiiumaa (2013 bis 2017: Landgemeinde Hiiu, davor Landgemeinde Kõrgessaare) auf der zweitgrößten estnischen Insel Hiiumaa (deutsch Dagö).

## Beschreibung und Geschichte
Jõesuu hat drei Einwohner (Stand 31. Dezember 2011). Der Ort liegt zwölf Kilometer vom Dorf Emmaste entfernt.
Südwestlich des Dorfkerns mündet der Fluss Vanajõgi nach einem Urstromtal, dem Vanajõe org, in die Ostsee. Im Spätherbst laichen in dem klaren Wasser des Flusses die Meerforellen. Das Gebiet steht seit 1962 unter Naturschutz.